# Сади на Ториси
Сади на Ториси (слч. Sady nad Torysou) насељено је мјесто са административним статусом сеоске општине (слч. obec) у округу Кошице-околина, у Кошичком крају, Словачка Република.

## Становништво
| Година:    | 1994. | 2004.    | 2014.    | 2024.   |
| ---------- | ----- | -------- | -------- | ------- |
| Број људи: | 1486  | 1699     | 1924     | 1925    |
| Разлика:   |       | +14,33 % | +13,24 % | +0,05 % |

| Година:    | 2023. | 2024.   |
| ---------- | ----- | ------- |
| Број људи: | 1939  | 1925    |
| Разлика:   |       | -0,72 % |

Према подацима о броју становника из 2011. године насеље је имало 1.828 становника.